# St. Louis Stars 1969
Questa pagina raccoglie i dati riguardanti i St. Louis Stars nelle competizioni ufficiali della stagione 1969.

## Stagione
La squadra venne affidata a Bob Kehoe, già presente in rosa la stagione precedente. L'ossatura della squadra venne americanizzata, puntellata solo da quattro giocatori provenienti dall'est Europa e dal brasiliano Miguel De Lima. 
Gli Stars chiusero il campionato al quarto posto.

## Organigramma societario
Area direttiva
Area tecnica
- Allenatore: Bob Kehoe

## Rosa
| N. |                        | Ruolo | Calciatore        |
| -- | ---------------------- | ----- | ----------------- |
| 2  | Jugoslavia (bandiera)  | D     | Milonja Kaličanin |
| 3  | Stati Uniti (bandiera) | D     | Chris Werstein    |
| 4  | Stati Uniti (bandiera) | C     | Edward Clear      |
| 5  | Polonia (bandiera)     | D     | Joachim Pierzyna  |
| 6  | Stati Uniti (bandiera) | C     | Paul Pisani       |
| 7  | Stati Uniti (bandiera) | A     | Larry Hausmann    |
| 8  | Stati Uniti (bandiera) | C     | Pat McBride       |
| 9  | Stati Uniti (bandiera) | A     | Frank Fischer     |
| 10 | Stati Uniti (bandiera) | C     | John Mueller      |
| 11 | Polonia (bandiera)     | A     | Casey Frankiewicz |
| 12 | Stati Uniti (bandiera) | A     | Tom Bokern        |

| N. |                        | Ruolo | Calciatore     |
| -- | ---------------------- | ----- | -------------- |
| 13 | Stati Uniti (bandiera) | D     | Jay Moore      |
| 13 | Stati Uniti (bandiera) | A     | Dave Schlitt   |
| 14 | Stati Uniti (bandiera) | D     | Don Range      |
| 15 | Stati Uniti (bandiera) | A     | Tommy Ferguson |
| 16 | Stati Uniti (bandiera) | A     | Tom Layton     |
| 17 | Jugoslavia (bandiera)  | C     | Dragan Popović |
| 18 | Stati Uniti (bandiera) | C     | Jerry Mueller  |
|    | Brasile (bandiera)     | P     | Miguel De Lima |
|    | Stati Uniti (bandiera) | P     | Dave Jokerst   |
|    | Stati Uniti (bandiera) | A     | Tom Lombardo   |